# 신하랑
신하랑(Shin Ha Rang, 1987년 4월 16일 ~ )은 대한민국의 배우이다.

## 학력
- 동덕여자대학교 방송연예과

## 출연작

### 영화
- 2018년 영화 《속닥속닥》 ... 단역 / 귀신 2 역
- 2018년 영화 《상류사회》 ... 단역 / 재개관전 초청인사 역
- 2021년 영화 《멀리가지마라》 ... 조연 / 연기학원장 역
- 2022년 영화 《B컷》 ... 단역 / 치파오 역
- 2022년 영화 《감동주의보》 ... 조연 / 선이 역

### 드라마
- 2021년 지니 TV 웹 드라마 《크라임 퍼즐》
- 2024년 KBS2 저녁 일일연속극 《피도 눈물도 없이》 ... 전경자 역

## 교양
- 2023년 YTN2 교양프로그램 《찐캠퍼》